# 哈薩克斯坦國防部
哈萨克斯坦共和国国防部 是哈萨克斯坦的一个政府机构，也是該國执行军事政策的主要执行机构。哈萨克斯坦共和国国防部长是国防部的负责人，其对哈萨克斯坦共和国武装部队有领导权。该部成立于1992年5月。第一任国防部长是陆军将军萨加达特·努尔马甘别托夫，他的任期為1992年5月至1995年10月16日。现任国防部长：达吾然·霍萨诺夫。